# Eleição presidencial em São Tomé e Príncipe em 2021
As eleições presidenciais em São Tomé e Príncipe foram realizadas em 18 de julho de 2021 o primeiro turno. Como nenhum dos candidatos alcançou a maioria absoluta dos votos, um segundo turno foi realizado em 8 de agosto de 2021 entre Carlos Vila Nova e Guilherme Posser.